# Grodzisko Waćmierek
Grodzisko w Waćmierku – grodzisko położone w kociewskiej wsi Waćmierek w województwie pomorskim, w powiecie tczewskim, w gminie Tczew, w pobliżu drogi krajowej nr 22 (tzw. Berlinka) - na trasie Malbork-Starogard Gdański ulokowane jest przy wjeździe do wsi, po lewej stronie, w lesie (ok. 1 km od drogi krajowej). Jest jednym z punktów regionalnego szlaku turystycznego (Szlak Ziemi Tczewskiej im. Romana Klima); jest to zielony znakowany szlak turystyczny.
Gród był obiektem wczesnośredniowiecznym. Miał charakter strażniczy. Drobne fragmenty ceramiki grodziskowej wskazują, że gród był zamieszkały. Ulokowany był na zbiegu szlaków drożnych z Gdańska, Tczewa i Starogardu przez Gorzędziej w kierunku Prus na płaskiej, dogodnej dla osadnictwa przestrzeni półwyspu wyschniętego Jeziora Gniszewskiego. 
Pierścieniowate grodzisko datowane jest na IX-XIII wiek. Ślady osadnictwa otwartego pochodzą z  IX wieku. Na jego miejscu w XII wieku założono gród. Leży on na łąkach (jest to jedyne na Kociewiu, dobrze zachowane grodzisko nizinne), dawniej zawodnionych, w bagnistym lesie. Ma kształt owalu o osiach 30x50 kroków. Wysokość wału mierzona na ukos wynosi 20 kroków. Wał został zbudowany techniką przekładkową. W jego wschodniej części można zaobserwować pogłębienie ósemkowate, zaś w północnej, dwa wcięcia (najprawdopodobniej od pomostu). Zachowane jest również pogłębienie w wale. 
Podczas badań archeologicznych z 1980 r. u podnóża wału odkryto bardzo mocno zniszczony obiekt (najprawdopodobniej domostwo), usytuowany lekko skośnie do umocnień obronnych. Badania archeologiczne na tym stanowisku zakończono w 1980 r. Przy okazji ich przeprowadzania, odkryto w najbliższej okolicy cały szereg nowych stanowisk, w tym otwartych osad wczesnośredniowiecznych z XI-XII wieku.